# Немецкая ассоциация гражданок
Немецкая ассоциация гражданок (нем. Deutscher Staatsbürgerinnen-Verband) — старейшая немецкая организация по защите прав женщин, основанная 18 октября 1865 года.

## История
Ассоциация была создана  в Лейпциге 18 октября 1865 года Луизой Отто-Петерс и Августой Шмидт. Также при основании ассоциации присутствовал первый председатель СДПГ Август Бебель. Первоначально она называлась Всеобщей ассоциацией немок (нем. Allgemeiner Deutscher Frauenverein).
Одним из первых результатов работы стала поддержка Марии фон Линден. Ей было отказано в полноценном зачислении в качестве студентки в Тюбингенский университет, но 8 голосами против 10 ей было разрешено быть приглашённой студенткой. Её исследования финансировались и поддерживались ассоциацией. Позднее Линден стала одной из первых женщин-профессоров в Германии.
Ассоциация приняла своё современное название в 1918 году. Немецкая ассоциация гражданок является членом Международного альянса женщин.